# Punta Fourà
Punta Fourà – szczyt w Alpach Graickich, części Alp Zachodnich. Leży w północnych Włoszech na granicy regionów Dolina Aosty i Piemont. Szczyt można zdobyć ze schroniska Rifugio Città di Chivasso (2604 m).